# Angolai kwanza
A kwanza Angola hivatalos pénzneme 1977 óta, akkor a portugál escudót váltotta fel.

## Története
Az első kwanza (AOK) 1977-1990 között volt forgalomban. Váltópénze a lwei volt.
1990-ben bevezették az új kwanza-t (AON), amely 5 évig volt forgalomban. Ekkor a kwanza reajustado (AOR) váltotta, amely 1000 új kwanza-t ért. Ezt a pénznemet 4 évig használták.
1999 óta használják a második kwanza-t (AOA).

## Érmék

### 1999-es sorozat
| Érték       | tulajdonság | tulajdonság | tulajdonság | leírás  | leírás    | leírás   | első kibocsátás |
| Érték       | átmérő      | súly        | anyag       | szegély | előlap    | hátlap   | első kibocsátás |
| ----------- | ----------- | ----------- | ----------- | ------- | --------- | -------- | --------------- |
| 10 cêntimos | 15 mm       | 1,5 g       | réz         | recés   | címer, év | névérték | 1999            |
| 50 cêntimos | 18 mm       | 3 g         | réz         | recés   | címer, év | névérték | 1999            |
| 1 kwanza    | 21 mm       | 4,5 g       | kupronikkel | recés   | címer, év | névérték | 1999            |
| 2 kwanza    | 22 mm       | 5 g         | kupronikkel | recés   | címer, év | névérték | 1999            |
| 5 kwanza    | 26 mm       | 7 g         | kupronikkel | recés   | címer, év | névérték | 1999            |

### 2012-es sorozat
| Érték       | tulajdonság | tulajdonság | tulajdonság                     | leírás        | leírás    | leírás   | első kibocsátás |
| Érték       | átmérő      | súly        | anyag                           | szegély       | előlap    | hátlap   | első kibocsátás |
| ----------- | ----------- | ----------- | ------------------------------- | ------------- | --------- | -------- | --------------- |
| 50 cêntimos | 20,6 mm     | 3,8 g       | kupronikkellel bevont acél      | sima          | címer, év | névérték | 2012            |
| 1 kwanza    | 22,1 mm     | 5 g         | rézzel bevont acél              | sima          | címer, év | névérték | 2012            |
| 5 kwanza    | 25 mm       | 7 g         | mag: nikkel-sárgaréz gyűrű: réz | recés         | címer, év | névérték | 2012            |
| 10 kwanza   | 27 mm       | 8 g         | mag: nikkel-sárgaréz gyűrű: réz | recés         | címer, év | névérték | 2012            |
| 20 kwanza   | 28 mm       | 11,64 g     | mag: acél gyűrű: sárgaréz       | részben recés | címer, év | névérték | 2014            |

## Bankjegyek

### 1999-es sorozat
1999-ben új bankjegysorozatot bocsátottak ki, amely 2014-ig volt forgalomban. Jellemzőik:
| érték       | méret         | szín        | leírás                                  | leírás                   | dátumok       | dátumok           | dátumok            |
| érték       | méret         | szín        | előlap                                  | hátlap                   | nyomtatás     | kibocsátás        | visszavonás        |
| ----------- | ------------- | ----------- | --------------------------------------- | ------------------------ | ------------- | ----------------- | ------------------ |
| 1 kwanza    | 132 x 66 mm   | rózsaszín   | Agostinho Neto, José Eduardo dos Santos | pamutszedés              | 1999 október  | 1999. december 1. | 2014. december 31. |
| 5 kwanza    | 138 x 66 mm   | világoskék  | Agostinho Neto, José Eduardo dos Santos | hágó                     | 1999 október  | 1999. december 1. | 2014. december 31. |
| 10 kwanza   | 144 x 66 mm   | vörös       | Agostinho Neto, José Eduardo dos Santos | 2 antilop                | 1999 október  | 1999. december 1. | 2014. december 31. |
| 50 kwanza   | 150 x 66 mm   | sárga       | Agostinho Neto, José Eduardo dos Santos | olajfúró-torony          | 1999 október  | 1999. december 1. | 2014. december 31. |
| 100 kwanza  | 156 x 66 mm   | sárgásbarna | Agostinho Neto, José Eduardo dos Santos | Banco Nacional de Angola | 1999 október  | 1999. december 1. | 2014. december 31. |
| 200 kwanza  | 158,5 x 66 mm | Lila        | Agostinho Neto, José Eduardo dos Santos | Luanda régi képe         | 2003 november | 2004. július 19.  | 2014. december 31. |
| 500 kwanza  | 161 x 66 mm   | narancs     | Agostinho Neto, José Eduardo dos Santos | pamut                    | 2003 november | 2004. július 19.  | 2014. december 31. |
| 1000 kwanza | 163,5 x 66 mm | rózsa       | Agostinho Neto, José Eduardo dos Santos | kávéültetvény            | 2003 november | 2004. július 19.  | 2014. december 31. |
| 2000 kwanza | 166 x 66 mm   | narancs     | Agostinho Neto, José Eduardo dos Santos | tengerpart               | 2003 november | 2006              | 2014. december 31. |

### 2017-es sorozat
2017-ben új bankjegysorozatot bocsátottak ki.
| érték     | méret       | szín      | leírás                                  | leírás                                | dátumok      | dátumok          | dátumok     |
| érték     | méret       | szín      | előlap                                  | hátlap                                | nyomtatás    | kibocsátás       | visszavonás |
| --------- | ----------- | --------- | --------------------------------------- | ------------------------------------- | ------------ | ---------------- | ----------- |
| 5 kwanza  | 145 x 66 mm | kék       | Agostinho Neto, José Eduardo dos Santos | repülő madár a Ruacana-vízesés felett | 2012 október | 2017. január 19. | forgalomban |
| 10 kwanza | 145 x 66 mm | rózsaszín | Agostinho Neto, José Eduardo dos Santos | repülő pelikán a Luena-vízesés felett | 2012 október | 2017. január 19. | forgalomban |

### 2020-as bankjegysorozat
2020-ban új, polimer bankjegysorozatot bocsátanak ki. A bankjegyeken az ország első elnöke, Agostinho Neto látható.